# Amt Harsefeld
Das Amt Harsefeld war ein Verwaltungsverband in Bremen-Verden und im späteren Königreich Hannover mit Sitz in Harsefeld in der Landdrostei Stade. Das Amt ist in groben Zügen deckungsgleich mit der jetzigen Samtgemeinde Harsefeld.

## Geographie
Das Amt Harsefeld lag auf der Stader Geest. Im Norden grenzte es an das Gericht Schwinge, im Nordosten an das Amt Stade und das Gericht Horneburg, im Osten an das Gericht Delm, im Süden an das Amt Zeven, im Westen an das Amt Bremervörde und im Nordwesten an das Amt Himmelpforten (Stand 1848).

## Geschichte

### Bis 1852
Das Amt Harsefeld entstand aus dem alten Bezirk des Klosters Harsefeld, das 1647 in der Schwedenzeit an den schwedischen Reichsrat Johan Adler Salvius überging. 1653 bekam Pierre Bidal den Klosterbezirk.
Zu dem Klosterbezirk sind dann später noch die Börden Bargstedt (15 Dörfer, drei Kolonien), Ahlerstedt (sieben Dörfer, eine Kolonie) und Mulsum (neun Dörfer, vier Kolonien) hinzugekommen. 1823 ist die Vogtei Alt- und Neukloster Teil vom Amt Harsefeld geworden.
Zum 1. Januar 1847 hat das Amt Harsefeld die Dorfschaft Dollern und das Gericht Horneburg abgetreten und die Dorfschaft Hagen an das Amt Stade-Agathenburg. 1848 hat das Amt zusätzlich noch 50 Morgen Land an das Amt Moisburg abgetreten.
1848 hatte das Amt eine Fläche von ca. 320,90 km².
1810 hat Frankreich unter Napoleon das Amt eingenommen. In der Franzosenzeit hat das Amt zuerst bis zum 31. Dezember 1810 zum Departement der Elbe- und Weser-Mündung im Königreich Westphalen gehört und anschließend zum Departement der Elbmündung direkt zum Französischen Kaiserreich. 1813 mussten die Franzosen das Amt aufgeben und der alte Stand kehrte wieder ein.

### 1852–1859

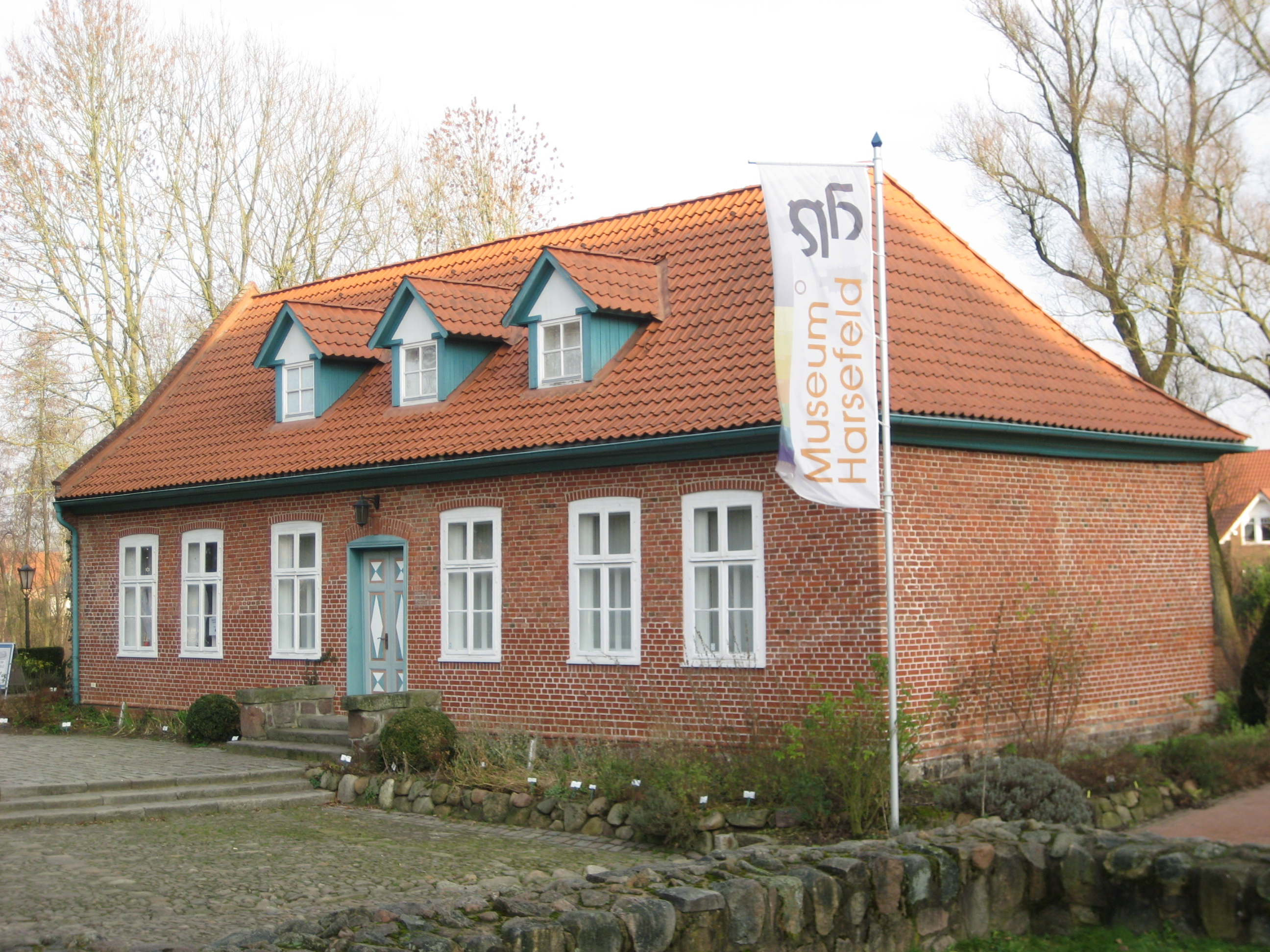
Gerichtsgebäude

Bei der Verwaltungs- und Justizreform am 1. Oktober 1852 im Königreich Hannover hat das Amt Harsefeld die Vogtei Alt- und Neukloster an das neugebildete Amt Horneburg abgetreten sowie die Börde Mulsum an das Amt Stade.

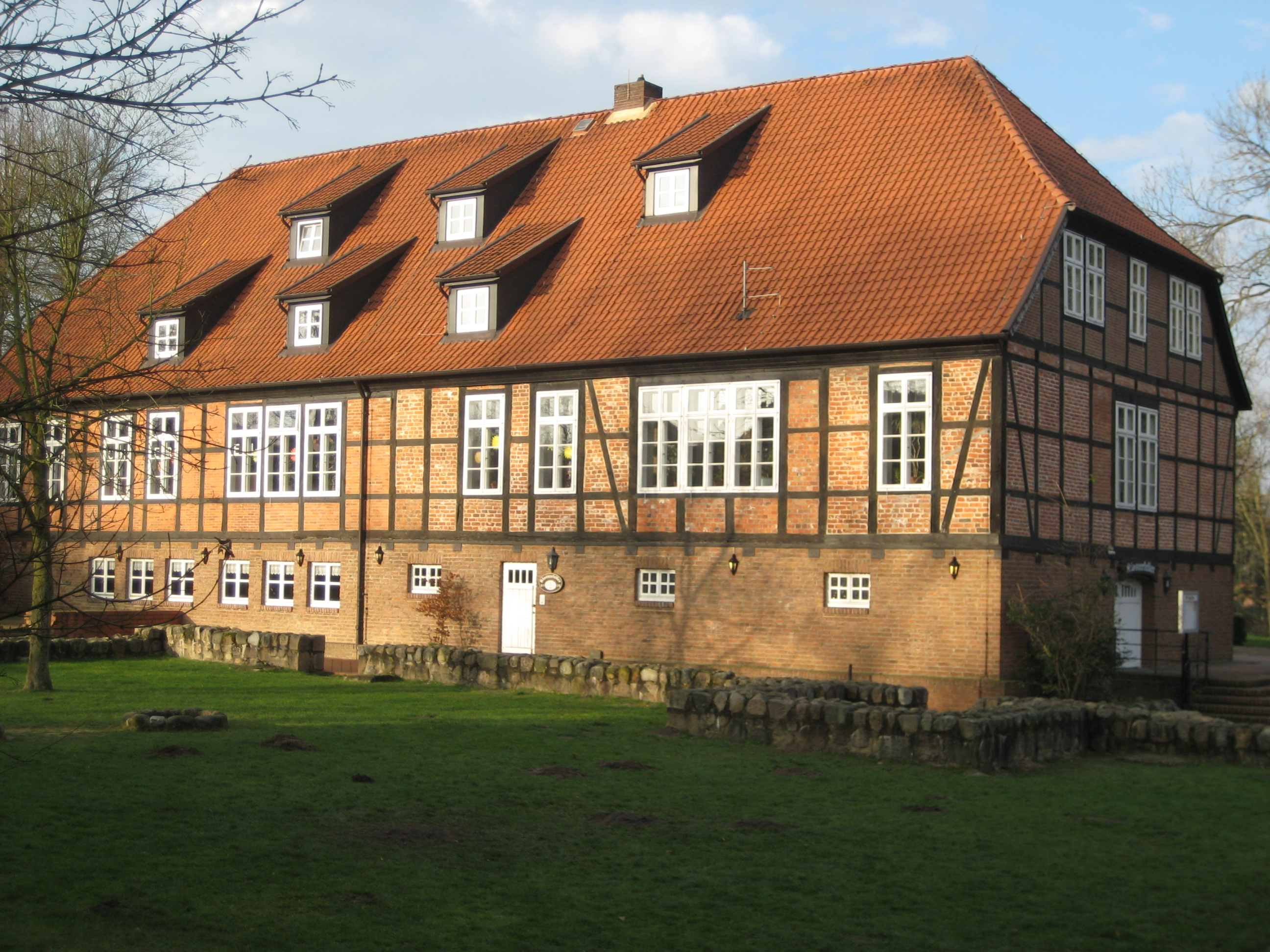
Amtshof Harsefeld

Als Gericht für das Amt ist zum 1. Oktober 1852 das Amtsgericht Harsefeld eingerichtet worden.
Nachdem das Königreich Hannover 1866 Teil von Preußen geworden ist, sind 1867 Steuerkreise in der Provinz Hannover eingerichtet worden. Das Amt gehörte zum Steuerkreis Stader Geestkreis.

### 1859–1885
1859 wurde bei der Verwaltungsreform im Königreich Hannover das Amt Horneburg Teil des Amts Harsefeld. Zum Amt Horneburg gehörten die heutigen Gemeinden Horneburg, Bliedersdorf, Dollern und Nottensdorf.

### Nach 1885
Bei der Verwaltungsreform in Preußen am 1. April 1885 wurde das Amt Harsefeld aufgelöst und gemeinsam mit dem Amt Himmelpforten und der Stadt Stade wurde aus dem Amt der Kreis Stade gebildet.

## Orte (Stand 1848)
Hinweis: Orte ohne Gemeinde gehören zu der Bauernschaft des Ortes, wo sie drunterstehen und sind so nicht komplett eigenständig.
|   | Ort                                            | Einwohner | Häuser | Art             | Status        |
| - | ---------------------------------------------- | --------- | ------ | --------------- | ------------- |
| 1 | Harsefeld                                      | 1154      | 163    | Flecken         | Gemeinde      |
|   | Depenrehmen                                    | 1154      | 163    | Anbau           | Gemeinde      |
|   | Griemshorst                                    | 1154      | 163    | Dorf            | Gemeinde      |
|   | Amtshaus Harsefeld, Forsthaus, Mühle, Ziegelei | 38        | 6      | einzelne Häuser | ohne Gemeinde |

|   | Ort                            | Einwohner | Häuser | Art            | Status        |
| - | ------------------------------ | --------- | ------ | -------------- | ------------- |
| 1 | Altkloster                     | 277       | 34     | Dorf           | Gemeinde      |
|   | Brillenburg                    | 277       | 34     | Hof            | Gemeinde      |
|   | Domäne und Vogthaus Altkloster | 22        | 2      | Domäne         | ohne Gemeinde |
| 2 | Neukloster                     | 356       | 47     | Dorf           | Gemeinde      |
|   | Forsthaus Neukloster           | 7         | 1      | einzelnes Haus | ohne Gemeinde |
| 3 | Neuland                        | 189       | 29     | Dorf           | Gemeinde      |
|   | Vogelsang                      | 189       | 29     | Vorwerk        | Gemeinde      |

|    | Ort             | Einwohner | Häuser | Art             | Status          |
| -- | --------------- | --------- | ------ | --------------- | --------------- |
| 1  | Bargstedt       | 310       | 48     | Dorf            | Gemeinde        |
| 2  | Brest           | 199       | 31     | Dorf            | Gemeinde        |
| 3  | Deinste         | 270       | 41     | Dorf            | Gemeinde        |
|    | Heidkrug        | 270       | 41     | Wirtshaus       | Gemeinde        |
| 4  | Frankenmoor     | 119       | 21     | Kolonie         | Gemeinde        |
| 5  | Helmste         | 240       | 40     | Dorf            | Gemeinde        |
|    | Sandkrug        | 240       | 40     | Hof             | Gemeinde        |
| 6  | Hollenbeck      | 241       | 40     | Dorf            | Gemeinde        |
| 7  | Issendorf       | 219       | 35     | Dorf            | Gemeinde        |
| 8  | Kakerbeck       | 137       | 18     | Dorf            | Gemeinde        |
|    | Mühle Kakerbeck | 9         | 2      | einzelne Häuser | ohne Gemeinde   |
| 9  | Oersdorf        | 217       | 31     | Dorf            | Gemeinde        |
|    | Kohlenhausen    | 217       | 31     | Dorf            | Gemeinde        |
| 10 | Ohrensen        | 196       | 32     | Dorf            | Gemeinde        |
| 11 | Reith           | 98        | 16     | Dorf            | Gemeinde        |
|    | Bredenbeck      | 98        | 16     | Dorf            | Gemeinde        |
| 12 | Rüstje          | 14        | 3      | Dominialgut     | Dominialverband |
| 13 | Wohlerst        | 184       | 27     | Dorf            | Gemeinde        |
|    | Doosthof        | 184       | 27     | Dorf            | Gemeinde        |
|    | Klein Wohlerst  | 184       | 27     | Anbau           | Gemeinde        |

|   | Ort              | Einwohner | Häuser | Art                     | Status   |
| - | ---------------- | --------- | ------ | ----------------------- | -------- |
| 1 | Aspe             | 221       | 38     | Dorf                    | Gemeinde |
|   | Klein Aspe       | 221       | 38     | Anbau                   | Gemeinde |
| 2 | Essel            | 174       | 26     | Dorf                    | Gemeinde |
|   | Hemelingbostel   | 174       | 26     | einzelner Hof           | Gemeinde |
| 3 | Groß Fredenbeck  | 194       | 36     | Dorf                    | Gemeinde |
| 4 | Klein Fredenbeck | 282       | 43     | Dorf                    | Gemeinde |
|   | Bokel            | 282       | 43     | einzelner Hof           | Gemeinde |
|   | Dinghorn         | 282       | 43     | Dorf                    | Gemeinde |
| 5 | Kutenholz        | 443       | 79     | Dorf                    | Gemeinde |
|   | Bullenholz       | 443       | 79     | einzelner Hof und Anbau | Gemeinde |
|   | Sadersdorf       | 443       | 79     | Anbau                   | Gemeinde |
| 6 | Mulsum           | 615       | 98     | Dorf                    | Gemeinde |
|   | Hohenmoor        | 615       | 98     | Kolonie                 | Gemeinde |
|   | Tinste           | 615       | 98     | einzelner Hof und Anbau | Gemeinde |
|   | Tinsterholz      | 615       | 98     | Kolonie                 | Gemeinde |
| 7 | Wedel            | 194       | 33     | Dorf                    | Gemeinde |
|   | Lünenspecken     | 194       | 33     | Kolonie                 | Gemeinde |

|   | Ort              | Einwohner | Häuser | Art     | Status   |
| - | ---------------- | --------- | ------ | ------- | -------- |
| 1 | Ahlerstedt       | 421       | 73     | Dorf    | Gemeinde |
|   | Klein Ahlerstedt | 421       | 73     | Anbau   | Gemeinde |
| 2 | Ahrensmoor       | 121       | 23     | Kolonie | Gemeinde |
| 3 | Ahrenswohlde     | 145       | 25     | Dorf    | Gemeinde |
| 4 | Bokel            | 41        | 6      | Dorf    | Gemeinde |
| 5 | Klethen          | 93        | 14     | Dorf    | Gemeinde |
| 6 | Ottendorf        | 151       | 27     | Dorf    | Gemeinde |
| 7 | Wangersen        | 194       | 31     | Dorf    | Gemeinde |
|   | Hohenhausen      | 194       | 31     | Dorf    | Gemeinde |
|   | Klein Wangersen  | 194       | 31     | Anbau   | Gemeinde |

## Einwohnerentwicklung
| Jahr | Einwohner                    |
| ---- | ---------------------------- |
| 1810 | 5048 Leute, 830 Feuerstellen |
| 1848 | 7785 Leute, 1220 Häuser      |
| 1867 | 12308                        |

## Amtsleute
- 1690–1693: Johan Dargeman
- ~1756: Drost Carl Gustav von Brandt
- ~1769: Wilhelm Schulz
- 1765–1773: Arnold Johann Ludwig von Engelbrechten
- ~1779: Philipp Ernst August Ludowieg
- 1791–1793: Friedrich August Brauns
- 1794–1821: Johann Dietrich Andreas Augspurg
- 1821–1823: Barthold August Wilhelm Oehlrich (kommissarisch)
- 1823–1838: Friedrich von Wersebe
- ~1845: Gottlieb Christian Dodt
- ~1857: Ludolph von Uslar-Gleichen
- ~1866: Johann Georg Armin Mügge

### Amtsschreiber
- 1760–1765: Arnold Johann Ludwig von Engelbrechten
- ~1779: Johann Georg Palm
- –1791: Georg Erich Hüpeden
- ~1803: Peter Christian von Finkh